# Artemio Baigorri
Artemio Baigorri (Mallén, Zaragoza, 17 de abril de 1956) es un periodista y sociólogo español, profesor universitario.

## Biografía
Artemio Baigorri Agoiz procede de una familia de pequeños agricultores de regadío, y de niño y adolescente le tocó a menudo trabajar en el campo. Su primer trabajo remunerado fue a los 15 años como agente censal del Ministerio de Agricultura para la realización del censo agrario de 1972, y también desde esa edad como corresponsal local del diario El Noticiero, de Zaragoza. A los 17 trabajó durante medio año a jornada completa en la oficina de una gasolinera de Barcelona para pagar sus estudios, y luego como periodista freelance en distintos medios.

Entre 1976 y 1985 colaboró en periódicos y revistas como El Noticiero,Triunfo, Diario 16, Andalán, Esfuerzo común, Primera Plana, El viejo topo, Transición, Ajoblanco,Bicicleta o Liberación (de cuyo grupo promotor formó parte), entre otros, mientras estudiaba Ciencias de la Información en la Universidad Autónoma de Barcelona, estudios que finalmente abandonaría (cuando apenas le quedaban algunas asignaturas del segundo ciclo), para dedicarse a la Sociología, cuyos estudios completos realizaría años más tarde en la UPSAM (Universidad Pontificia de Salamanca en Madrid), en la especialidad de Psicología Social. Vinculado al equipo del sociólogo Mario Gaviria desde 1976, es una época dedicada muy especialmente al activismo y la promoción del movimiento ecologista. Participa muy activamente en la fundación de movimientos como Alternativas Radicales para la Ribera del Ebro en 1977, con grupos campesinos de todo el Valle del Ebro, o el Frente del Ebro en 1980 contra el segundo proyecto de trasvase del Ebro a Tarragona y Barcelona, que fue la base ideológica de lo que años más tarde se conocería como Nueva Cultura del Agua, así como en movilizaciones como el verano antinuclear de Extremadura 1979, contra el intento de construcción de una central nuclear en Valdecaballeros. Pero también es un periodo de intensa formación, fuera de la Academia, tanto con Gaviria como a través del contacto con otros grandes sociólogos, urbanistas, juristas, economistas, ingenieros, etc. Como Henry Lefebvre, Ramón López de Lucio, Ramón Fernández Durán, José Manuel Naredo, Ramón Tamames, John Friedman, Pedro Costa y otros. 

A partir de 1978 colabora con, o forma parte de, varios equipos de planeamiento urbanístico y territorial, y entre 1984 y 1987 trabaja en la empresa consultora Compañía de Planificación, Ecosociobiótica y Estudios Avanzados, fundada asociado con Mario Gaviria, Patxi Tuñón y Antonio García.

En 1986 abandona la empresa fundada junto a Gaviria tras instalarse en 1985 con su familia en Badajoz, donde se dedica a la consultoría sociológica y territorial independiente, fundando en 1987 la consultora Taller de Estudios Sociales y Territoriales, que realizará estudios y trabajos de planeamiento novedosos no sólo en la región sino a nivel nacional (urbanismo sostenible, tratamiento del suelo no urbanizable, estudios sobre mercado de trabajo, de género, análisis de recursos turísticos y culturales, etc). En Badajoz promovió o participó, en la última década del siglo XX, en sucesivos movimientos ciudadanos contra actuaciones urbanísticas y diseñando alternativas cuyos componentes serían incorporados finalmente a las soluciones aplicadas, como en el caso del tratamiento del cauce urbano del Guadiana, o de la calle Mayor.
En 1995 ingresa como profesor de Sociología en la Universidad de Extremadura. Realiza sus estudios de doctorado en Sociología en la UNED, recibiendo su tesis doctoral (Hacia la urbe global) el premio nacional de la Real Academia de Doctores en 1999. Ha sido profesor invitado o investigador visitante en distintas universidades, como la Universidad de Illinois en Chicago, Universidad Autónoma de Baja California, Universidad Nacional de Colombia, Universidad de Le Havre, Universidade de Évora. Fue presidente del Grupo Extremeño de Sociología entre 1996 y 1998, promoviendo el I Congreso Extremeño de Sociología (1997), así como el I Encuentro Transfronterizo de Sociología Extremadura/Alentejo (1998). Asimismo fue vocal del comité ejecutivo de la Federación Española de Sociología (1995-1998) y presidente del Comité de Investigación de Sociología y Medio Ambiente de la Federación Española de Sociología ((2007-10 y 2014-16). Asimismo ha formado parte de diversos comités de expertos, compareciente en comisiones informativas parlamentarias, y actividades similares. En 2018 fue nombrado pregonero de las fiestas de Mallén.

## Estudios sociológicos
Ha incorporado en su trabajo conceptos como los de la urbe global, y sociedad telemática, y desarrollado sociologías especiales como las del ruido, la urbanización, Internet, o de temáticas especiales como el botellón, la violencia en el deporte, los huertos urbanos (los también llamados huertos periurbanos, huertos metropolitanos, huertos de ocio, etc.), el paro agrario, la masculinidad, o la fractura, o brecha digital. En su trabajo se perciben semillas de pensamientos tan dispares como los de Karl Marx, Patrick Geddes, Pietr Kropotkin, Joaquín Costa, Max Weber, Marvin Harris o Alvin Toffler, así como de Mario Gaviria, con quien se formó como sociólogo, recibiendo también influencias del sociólogo Henri Lefebvre, el geógrafo John Friedmann o el urbanista Ramón Fernández Durán.

## La urbe global y la Sociedad Telemática
Baigorri entiende por “sociedad telemática” la nueva civilización emergente, marcada por tres elementos básicos que permiten romper y superar las barreras espacio-temporales: i) revolución de las tecnologías de la información y la comunicación, ii) globalización de las sociedades y sistemas nacionales, y iii) virtualización, con ayuda de las NTIC’s, con Internet como expresión social primitiva de esa virtualización. Todo ello supone para la ciudad “una complejización de los flujos y una estructuración en red de los sistemas, unos sistemas crecientemente fractalizados en los que el territorio, como sinapsis, descentraliza, relocaliza. Sólo se concentra la
información y el conocimiento, que a la vez se difunden de forma fractal”. En esta Sociedad así descrita, los actores sociales habitan en los nodos físicos —“nodos que se corresponden en parte con lugares a los que aún denominamos ciudades”—, pero la interacción, el espacio social (que rebasa el espacio geográfico de la ciudad), se produce en la urbe global. Para entenderlo fijemos un instante la mirada en las antiguas sociedades agrarias: un campesino normal no se alejaría de su aldea en toda su vida (salvo que fuera reclutado por cruzados o conquistadores) más de veinte o treinta kilómetros. En la sociedad industrial de fines del siglo XX un hombre de
negocios podía pasar un día trabajando entre dos o tres ciudades distantes, desplazándose en avión. En la actualidad el territorio físico ha pasado a un segundo plano: “el ámbito de interacción social de un conectado es la urbe global”. Baigorri (1999) define la urbe global como “un continuum inacabable en el que se suceden espacios con formas y funciones diversas, con desiguales densidades habitacionales, cohesionados por diversos nodos o centralidades, pero que en su totalidad participan de una u otra forma y a todos los efectos de la civilización y la cultura urbanas”. El antecedente más claro a esta idea lo hallamos en Henri Lefevbre (L.Gómez Encinas: "PROBLEMAS TEÓRICOS Y METODOLÓGICOS DEL ESTUDIO DE LA CIUDAD DESDE EL MODELO DE URBE GLOBAL", Aposta. Revista de Ciencias Sociales, n.º 20, julio, agosto y septiembre de 2005, http://www.apostadigital.com/revistav3/hemeroteca/luis3.pdf).
Según el propio Baigorri (2006), el término sociedad telemática se utiliza por primera vez en el Informe Nora-Minc sobre el desarrollo tecnológico elaborado para el gobierno francés a finales de los '70, pero es el ingeniero James Martin quien, en "La Sociedad Interconectada", publicado en 1978, lo desarrolla ampliamente.

## Sociología rural y Sociología Urbana
Desde ese paradigma, para Baigorri no tiene sentido, en la actualidad, diferenciar entre lo rural y lo urbano como objetos analíticos, para la Sociología al menos (otra cosa sería para la Antropología entendida en su razón de ser, las sociedades desaparecidas). Si acaso habría que hablar de una Sociología de la Urbanización en la que se analicen los procesos, contradicciones y conflictos derivados de ese proceso evolutivo.

## Libros publicados
Ha publicado como autor o coautor medio centenar de libros, así como otros tantos artículos académicos o ensayísticos, y numerosos artículos de opinión en diversos diarios (El País, El Periódico de Cataluña, El Periódico de Aragón, El Periódico de Extremadura, Hoy, Heraldo de Aragón). Entre sus libros:
- El Bajo Aragón Expoliado (1977)
- Extremadura saqueada. Recursos naturales y autonomía regional (1978)
- Vivir del Ebro (1978)
- La enseñanza de la arquitectura (1980)
- El Modelo Extremeño (1980)
- El campo riojano (1984)
- Ordenación territorial rural (1984)
- Agricultura periurbana https://www.scribd.com/doc/250935709/Baigorri-Gaviria-Et-Alt-1985-Agricultura-Periurbana (1985)
- Extremadura. La Guía' (1992)
- Mujeres en Extremadura (1993)
- Agricultura Ecocompatible (1993)
- El paro agrario (1994)
- El hombre perplejo (1995)
- Sociología de la Empresa (1996)
- Hacia la urbe global (2001)
- Agroecología y desarrollo (2001)
- Conoce Extremadura (2003)
- El campo andaluz y extremeño (2003)
- Botellón. Un conflicto postmoderno (2004)
- Debate sobre la Educación Secundaria (2005)
- Enseñando Sociología a profanos (2006)
- Debate sobre la Educación Infantil y Primaria'' (2006)
- Diáspora y retorno (2009)
- Transiciones ambientales y participación. Estudios de Sociología ambiental (2012)
- ¿Quién apaga la luz?. Generaciones y medio ambiente Prólogo (2020)
- La innovación como motor para la transformación de la enseñanza universitaria (2022)
- Hacia la Sociedad Telemática. Elementos de Sociología de Internet (2023)
- Sociología y Recursos Humanos (2023)
- El corazón de la diáspora. Vidas de emigrantes (2024)